# Panama i olympiska sommarspelen 2008
Panama i olympiska sommarspelen 2008 bestod av 5 idrottare som blivit uttagna av Panamas olympiska kommitté.

## Friidrott
- Huvudartikel: Friidrott vid olympiska sommarspelen 2008

Förkortningar
- Noteringar – Placeringarna avser endast löparens eget heat
- Q = Kvalificerad till nästa omgång
- q = Kvalificerade sig till nästa omgång som den snabbaste idrottaren eller, i fältgrenarna, via placering utan att uppnå kvalgränsen.
- NR = Nationellt rekord
- N/A = Omgången ingick inte i grenen
- Bye = Idrottaren behövde inte delta i denna omgång

Herrar
Bana och landsväg
| Idrottare     | Gren       | Heat     | Heat      | Semifinal | Semifinal | Final            | Final            |
| Idrottare     | Gren       | Resultat | Placering | Resultat  | Placering | Resultat         | Placering        |
| ------------- | ---------- | -------- | --------- | --------- | --------- | ---------------- | ---------------- |
| Bayano Kamani | 400 m häck | 49.05    | 4 q       | 50.48     | 8         | Gick inte vidare | Gick inte vidare |

Damer
Fältgrenar
| Idrottare       | Gren      | Kval  | Kval      | Final | Final     |
| Idrottare       | Gren      | Längd | Placering | Längd | Placering |
| --------------- | --------- | ----- | --------- | ----- | --------- |
| Irving Saladino | Längdhopp | 8.01  | 9 q       | 8.34  | 1         |

## Fäktning
- Huvudartikel: Fäktning vid olympiska sommarspelen 2008

Damer
| Idrottare      | Gren                | Omgång 1                 | Sextondelsfinal         | Åttondelsfinal    | Kvartsfinal       | Semifinal         | Final / BM        | Final / BM |
| Idrottare      | Gren                | Motståndare Poäng        | Motståndare Poäng       | Motståndare Poäng | Motståndare Poäng | Motståndare Poäng | Motståndare Poäng | Placering  |
| -------------- | ------------------- | ------------------------ | ----------------------- | ----------------- | ----------------- | ----------------- | ----------------- | ---------- |
| Jesika Jiménez | Värja, individuellt | Sjemjakina (UKR) W 15–13 | Duplitzer (GER) L 10–15 | Gick inte vidare  | Gick inte vidare  | Gick inte vidare  | Gick inte vidare  |            |

## Simning
- Huvudartikel: Simning vid olympiska sommarspelen 2008